# Malur cap-roig
El malur cap-roig (Clytomyias insignis) és una espècie d'ocell de la família dels malúrids (Maluridae) i única espècie del gènere Clytomyias Sharpe, 1879.

## Hàbitat i distribució
Habita el sotabosc de la selva humida de les muntanyes Arfak i Sudirman de Nova Guinea, les terres altes centrals i les districtes sud-orientals.